# Альварез, Роберт
Роберт Джеймс Альварез  (англ. — Robert James Alvarez) (род. 22 января 1948 года) — американский аниматор, художник-раскадровщик, телевизионный режиссер и писатель. Известен работой над такими мультсериалами, как «Смурфики», «Черепашки-ниндзя», «Утиные истории», «Самурай Джек», «Лаборатория Декстера», «Время приключений».

## Биография
Родился 22 января 1948 гола в Бруклине, Нью-Йорк. Учился в средней школе Нотр-Дам в Шерман-Оукс, штат Калифорния, с 1962 по 1966 год. В 1971 году Альварез окончил Калифорнийский институт искусств (тогда — Художественный институт Шуинары), получив степень бакалавра изящных искусств.
Свою карьеру Роберт начал в качестве помощника аниматора в фильме 1968 года «Желтая подводная лодка» с The Beatles в главной роли. С тех пор он работал над многими анимационными телесериалами , включая «Супердрузья», «Смурфики», «Солдат Джо: Настоящий американский герой», «Щенок по кличке Скуби-Ду», «Коты быстрого реагирования», «Лаборатория Декстера», «Я – горностай», «Ужасные приключения Билли и Мэнди», «Новые приключения Винни-Пуха» и «Обычный мультик». Альварез также создал и написал два анимационных пилотных выпуска — Pizza Boy в «No Tip» и Tumbleweed Tex в «School Daze», которые были показаны в передаче «Что за мультфильм!» в 1996 году.
За пять десятилетий работы в анимационной индустрии Альварез накопил обширное резюме. Он работал над сотнями постановок, в основном для телевидения. Он наиболее известен своей работой над несколькими шоу в Hanna-Barbera и Cartoon Network Studios. Также работал в других анимационных студиях, таких как Disney Television Animation, Nickelodeon, Frederator Studios и Warner Bros. Animation. Его работы в студиях включают, в хронологическом порядке, "Скуби-Ду", "Смурфики", "Джетсоны", "Солдат Джо: Настоящий американский герой", "Черепашки-ниндзя", "Утиные истории", "Коты быстрого реагирования", "Озорные анимашки", "Лаборатория Декстера", "Крутые девчонки", "Самурай Джек", "Бен 10", "Обычный мультик" и "Время приключений".

## Награды
Альварез получил 6 премий «Эмми», 9 номинаций на премию «Эмми» и 1 номинацию на дневную премию «Эмми». Его первая номинация пришлась на 1994 год в категории «Выдающаяся анимационная программа» (длительностью один час или меньше) за постановку фильма «Город, о котором забыл Санта». В 2000 и 2001 годах он получил еще две номинации за свою работу над мультсериалом «Крутые девчонки», а также получил одну в 2004 году за специальный выпуск «Крутые девчонки: Битва перед Рождеством». Альварез получил две премии «Эмми» за свою работу над сериалом Геннди Тартаковского «Звездные войны: Войны клонов» и третью премию за работу над мультсериалом "Самурай Джек" . В 2006 году он получил одну номинацию за «Фостер: Дом для друзей из мира фантазий» и другую за специальный выпуск мультсериала «Жизнь и приключения робота-подростка» – «Побег из империи Кластер». Еще одна номинация последовала в 2007 году за эпизод мультсериала «Фостер: Дом для друзей из мира фантазий» – «Хорошая охота на Уилта», прежде чем он выиграл премию «Эмми» за эпизод «Пункт назначения: воображение» в 2009 году. В 2010 году он был номинирован за короткометражный анимационный фильм «Дядя Деда» в номинации «Выдающаяся короткометражная анимационная программа». Альварез получил премию «Эмми» за «Обычный мультик» в 2012 году, на которую он также был номинирован в 2011 году. Его номинация на «Дневную Эмми» была в 2007 году за работу над мультсериалом «Ужасные приключения Билли и Мэнди».

## Фильмография

### Фильмы
Жёлтая подводная лодка (1968)
Чудовище (1985)
Пинокио и Повелитель Тьмы (1987)
Маленький Немо: приключения в стране снов (1989)
Джетсоны: Фильм (1990)
Утиные истории: Сокровище утерянной лампы (1990)
Я Ябба-Дабба-До! (1993)
Хеллоуинское дерево (1993)
Вор и сапожник (1993)
Город, о котором забыл Санта (1993)
Йог – пасхальный медведь (1994)
Гамби: Фильм (1995)
Скуби-Ду на острове мертвецов (1998)
Скуби-Ду и нашествие инопланетян (2000)
Летающие приключения Твитти (2000)
Скуби-Ду и киберпогоня (2001)
Флинстоуны: На скалах (2001)
Крутые девчонки (2002)
Том и Джери: Волшебное кольцо (2002)
Скуби-Ду и меч самурая (2009)
Зелёный фонарь: Первый полёт (2009)
Обычное шоу: Фильм (2015)

### Сериалы
Винки Динк и ты (1969)
Вызов супердрузей (1978)
Галактические шутки (1978)
Космические гонки Йоги (1978)
Каспер и ангелы (1979)
Суперпутешественники (1979)
Скуби и Скрэппи-Ду (1979)
Комедийное шоу Флинтстоуна (1980)
Величайшие супердрузья в мире (1980)
Бонз и банда "Счастливый День" (1980 – 1981)
Супер друзья (1981)
Троллькины (1981)
Смурфики (1981 – 1988)
Пак-Ман (1982)
Хи-Мен и властелины вселенной (1983)
Новые тайны Скуби-Ду (1983)
Поул Позиция (1984)
Снорки (1984)
Галтар и золотое копьё (1985)
Джетсоны (1985)
Кид Видео (1985)
Щенки Фунта (1985)
Яркая Радуга (1985)
Робомен и друзья (1985)
Каперсы из индейки (1985)
Охота Йоги за сокровищами (1985)
13 призраков Скуби-Ду (1985)
Рок-н-рестлинг Халка Хогана (1985 – 1986)
Лапа Лапы (1985 – 1986)
Охотники за привидениями (1986)
Солдат Джо: Настоящий американский герой (1986)
Непобедимая принцесса Ши-Ра (1986 –1987)
Величайшее приключение: Истории из Библии (1986 – 1989)
Маленькие клоуны из Хеппитауна (1987)
Черепашки-ниндзя (1987)
Провидцы: Рыцари волшебного света (1987)
Брейвстар (1987 – 1988)
Денвер — последний динозавр (1988)
Дино-райдеры (1988)
Приключения Гамби (1988)
Щенок по кличке Скуби-Ду (1988)
Лагерь Кэнди (1989)
Закусочная Дикси (1989)
Утиные истории (1989 –1990)
Приключения мишек Гамми (1990)
Грейвдейл Хай (1990)
Полуночный патруль: Приключения в зоне грёз (1990)
Невероятные приключения Билла и Теда (1990)
Том и Джерри: Детские годы (1990)
Приключения Дона Кихота и Санчо Пансы (1990 – 1991)
Пираты тёмной воды (1991)
Семейка Аддамс (1992 – 1993)
Детектив Друпи (1993)
Два глупых пса (1993)
Команда спасателей Капитана Планеты (1993 – 1994)
Коты быстрого реагирования (1993 – 1994)
Тупой и ещё тупее (1995)
Закрученные сказки кота Феликса (1995 – 1996)
Что за мультфильм! (1995 – 1997)
Лаборатория Декстера (1995 – 2003)
Озорные анимашки (1996)
Пинки и Брейн (1996)
Настоящие приключения Джони Квеста (1996 – 1997)
Сильвестр и Твити: Загадочные истории (1996 – 2000)
Джонни Браво (1997 – 2004)
Корова и Петушок (1998 – 1999)
Истерия! (1998 – 1999)
Я — горностай (1998 – 1999)
Суперкрошки (1998 – 2004)
Ужасные приключения Билли и Мэнди (2000 – 2001)
Самурай Джек (2001 – 2017)
Злой Кон Карн (2001 – 2003)
Что случилось с... роботом Джонсоном (2002)
Харви Бёрдман (2002 – 2003)
Дети по соседству (2002 – 2007)
Звёздные войны: Войны клонов (2003 – 2005)
Жизнь и приключения робота-подростка (2003 – 2007)
Фостер: Дом для друзей из мира фантазий (2004 – 2009)
Роботбой (2005)
Коргот-Варвар (2006)
Бен 10 (2006)
Лига супергероев (2006)
Мой друг — обезьяна (2006 – 2008)
Чаудер (2008 – 2009)
Удивительные злоключения Флэпджека (2008 – 2010)
Бен-10: Инопланетная сила (2009)
Могучая Би (2010 – 2011)
Титан Симбионик (2010 – 2011)
Генератор Рекс (2010 – 2013)
Секретный горный форт (2011 – 2012)
Бен-10: Омниверс (2012 – 2014)
Дядя Деда (2013 – 2017)
По ту сторону изгороди (2013 – 2014)
Бесконечное лето Эй Джея (2014)
Кларенс (2014)
Миксели (2014 – 2015)
Вся правда о медведях (2015 – 2019)
Да здравствует королевская семья (2015)
Крутые девчонки (2016 – 2019)
Боттомс Бьютт (2016)
Виктор и Валентино (2016)
Ручей Крейга (2017)
Остров летнего лагеря (2017)
Время приключений (2018)
Бесконечный поезд (2019)